# Каркето-Брустико
Каркето-Брустико (фр. Carcheto-Brustico, корс. Carchetu è Brusticu) — коммуна во Франции, находится в регионе Корсика. Департамент коммуны — Верхняя Корсика. Входит в состав кантона Кастаньичча. Округ коммуны — Корте.
Код INSEE коммуны — 2B063.

## Население
Население коммуны на 2008 год составляло 24 человека.
| 1962 | 1968 | 1975 | 1982 | 1990 | 1999 | 2008 |
| ---- | ---- | ---- | ---- | ---- | ---- | ---- |
| 32   | 47   | 44   | 39   | 19   | 18   | 24   |

## Экономика
В 2007 году среди 17 человек в трудоспособном возрасте (15—64 лет) 12 были экономически активными, 5 — неактивными (показатель активности — 70,6 %, в 1999 году было 72,7 %). Из 12 активных работали 8 человек (5 мужчин и 3 женщины), безработных было 4 (2 мужчин и 2 женщины). Среди 5 неактивных 4 человека были пенсионерами, 1 был неактивным по другим причинам.